# Pomník Svatopluka Čecha v Praze
Pomník Svatopluka Čecha v Praze 2 na Vinohradech je dílem sochaře Jana Štursy a architekta Pavla Janáka z roku 1924, stojí v Sadech Svatopluka Čecha.

## Historie
Podle usnesení valné hromady z roku 1916 vypsala správní rada Vinohradské záložny roku 1918 soutěž na návrh pomníku Svatopluka Čecha. Porota vybírala ze třiceti tří návrhů. První místo v soutěži dostal návrh profesora Akademie výtvarných umění v Praze, sochaře Jana Štursy. K slavnostnímu odhalení došlo v roce 1924. V letech protektorátu musel být pomník odstraněn, po skončení válečných let se pomník opět vrátil na své místo.

## Popis
Socha Svatopluka Čecha je bronzová postava stojícího spisovatele v nadživotní velikosti a nad ní se vznáší Genius, který stojí na úlomku skály s orlem. Podstavec vytvořil architekt Pavel Janák. Na podstavci na přední straně je nápis "Svatopluk Čech", plastická stuha a lipová ratolest, na zadní straně je deska s věnováním "1924 věnovala vinohradská záložna".
Pomník je památkově chráněn od roku 1964.